# پیبادی (ماساچوست)
پیبوی(به انگلیسی: Peabody) شهری در شهرستان اسکس ایالت ماساچوست می‌باشد که در سال ۱۸۶۸ بنیان‌گذاری شده‌است. این شهر در سرشماری سال ۲۰۱۰ میلادی، ۵۱٬۲۵۱ نفر جمعیت داشته‌است.

## نگارخانه

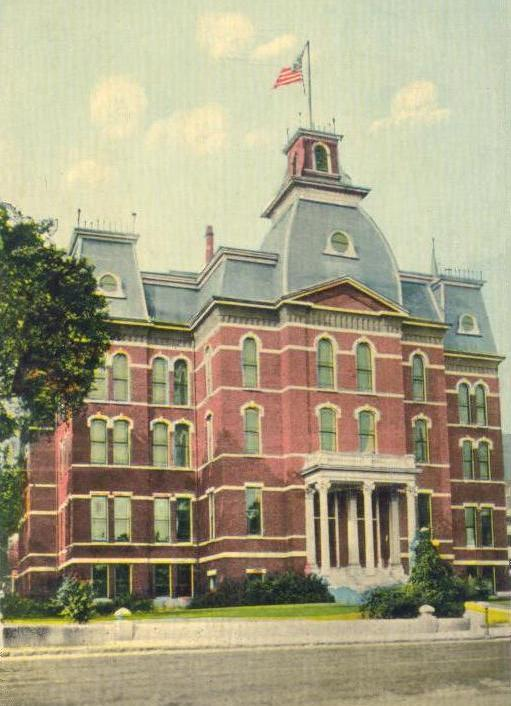
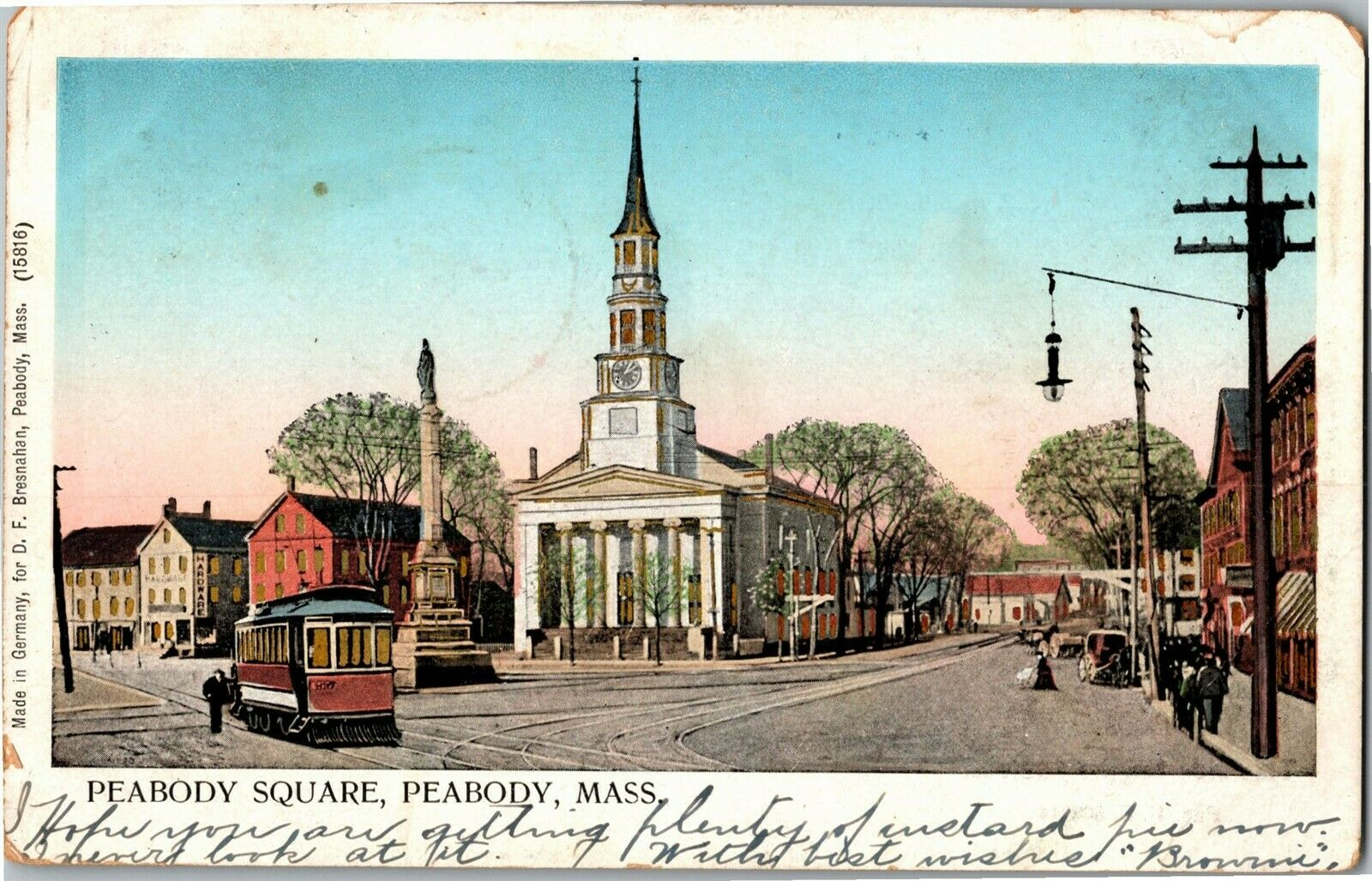
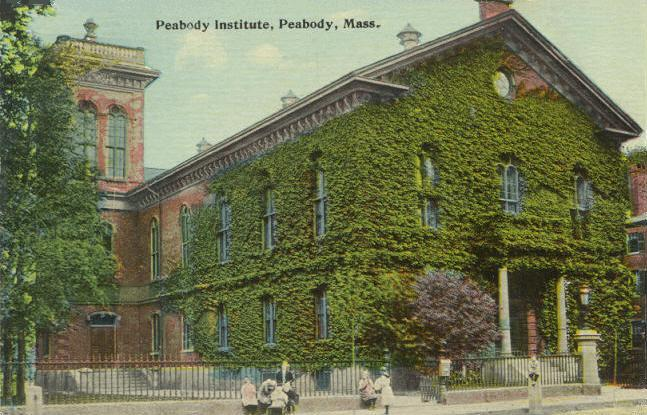